# Мат (округ)
Мат (алб. Rrethi i Matit) — один з 36 округів Албанії.
Округ займає територію 1028 км² і відноситься до області Дібер. Адміністративний центр — місто Буррелі.

## Географічне положення
Географічно округ збігається з долиною верхньої течії річки Мат в Центральній Албанії. Мат перетинає регіон з південного заходу на північний схід. Долину річки, на північ опускається на 100 м нижче рівня світового океану, оточують гори, що дозволяє вважати її плоскогір'ям. По долині протікають численні струмки. На півночі вона досягає в ширину 40 км, ближче до півдня долина звужується.
Гірський ланцюг на заході відокремлює долину від албанського узбережжя (найвища вершина, Mali i Liqenit, 1723м). До моря можна потрапити лише крізь вузьку ущелину, по якому протікає Мат. В цьому місці річка запружена, утворюючи найбільше водосховище Албанії — Ульза (Liqeni i Ulzës). На сході округу в районі національного парку Лура гори досягають висоти понад 2000м (Maja e Dejës, 2246 м). Лісові масиви на півдні округу з численними джерелами і ущелинами відносяться до заповідника Zall Gjoçaj.

## Історія
Долина Мат заселена з давнини. Про епоху іллірійців нагадують кургани, в яких знайдені бронзові вироби, серед іншого добре збережений шолом. Через долину проходила дорога з центральних областей Балканського півострова до узбережжя.
Ще у XIX столітті в долині не існувало ніяких міст. Жителі були розсіяні по невеликих сільцям і хуторах по всій долині. До наших днів збереглися добре укріплені будинки-фортеці (кули), що викликають здивування. На місці одного з ярмаркових сіл з'явився нинішнє місто Буррелі.
Населення Мата належало одному з албанських кланів. Після смерті батька у 1911 році главою клану став Ахмет Бей Зоголлі. Багато в чому завдяки підтримці свого клану йому вдалося прийти до влади, ставши у 1928–1939 роках Зогу I, королем албанським.
За часів соціалізму разом з розвитком гірничодобувної галузі виникли і центральні садиби, а виникле водосховище змінило вигляд долини.

## Економіка і промисловість
На півдні в декількох місцях ведеться видобуток мідних руд, хрому і заліза.
У 1959 році на річці Мат була побудована найбільша ГЕС Албанії, зараз за допомогою іноземних інвесторів замінені старі турбіни.
Більшість населення як і раніше живе за рахунок сільського господарства.

## Транспорт
У 80-ті роки тут намагалися продовжити залізницю до Клосa, щоб з'єднати рудники, однак робота не була завершена.
На сході округу через долину проходить дорога з Мілоті в Дібру. На південному сході вона йде через перевал Qafa e Buallit (844м).

## Адміністративний поділ
Округ поділений на два міста: Буррелі і Клос та 9 громад: Baz, Derjan, Gurra, Komës, Lis, Macukull, Rukaj, Suç, Ulza, Xibra.